# Fiji International 2000
Die Fiji International 2000 im Badminton fanden Ende Oktober 2000 statt.

## Sieger und Platzierte
| Disziplin    | Gold                                 | Silber                         | Bronze                            |
| ------------ | ------------------------------------ | ------------------------------ | --------------------------------- |
| Herreneinzel | Cedric Grosjean                      | Burty Molia                    | Fabien Kaddour                    |
| Herreneinzel | Cedric Grosjean                      | Burty Molia                    | Filivai Molia                     |
| Dameneinzel  | Karyn Whiteside                      | Lorraine Mar                   | Helen Han Xue                     |
| Dameneinzel  | Karyn Whiteside                      | Lorraine Mar                   | Alissa Dean                       |
| Herrendoppel | Burty Molia Filivai Molia            | Cedric Grosjean Fabien Kaddour | Dennis Fong Eric Yee              |
| Herrendoppel | Burty Molia Filivai Molia            | Cedric Grosjean Fabien Kaddour | Bill Kumar Eric Yuen              |
| Damendoppel  | Felicitas Mat Cheer Kit Lorraine Mar | Alissa Dean Karyn Whiteside    | Mary Saun Elena Whiteside         |
| Damendoppel  | Felicitas Mat Cheer Kit Lorraine Mar | Alissa Dean Karyn Whiteside    | Bronwyne Ah Sam Melissa Dean      |
| Mixed        | Burty Molia Karyn Whiteside          | Filivai Molia Lorraine Mar     | Fabien Kaddour Melissa Dean       |
| Mixed        | Burty Molia Karyn Whiteside          | Filivai Molia Lorraine Mar     | Eric Yuen Felicitas Mat Cheer Kit |